# Franz Zaubeck
Franz Zaubeck (* 17. August 1856 in Schrems; † 20. April 1935 in Feldkirchen in Kärnten) war ein österreichischer Hutmacher und Politiker.
Zaubeck war der Sohn des Hutmachermeisters in Schrems Mathias Zaubeck (1830–1902) und dessen Ehefrau Rosalia geborene Tiselprecht (1824–1864). Er war römisch-katholisch und heiratete am 26. November 1889 Maria Ferjen (* 7. Januar 1869; † 21. März 1926). Aus der Ehe gingen ein Sohn und zwei Töchter hervor, Stefanie Maria (1890–1891), Friedrich Franz (1892–1936) und Maria Susanna Josefine (1905–1948).
Zaubeck lebte als Hutmacher und Hausbesitzer in Feldkirchen, wo er auch Ausschussmitglied des Deutschen Schulvereines war. Vom 21. September 1909 bis zum 20. September 1915 war er Abgeordneter im Kärntner Landtag. Im Landtag war er Mitglied des volkswirtschaftlichen Ausschusses und gehörte dem Klub Deutschfreiheitliche an.